# Ayr United FC
Ayr United är en skotsk fotbollsklubb från Ayr bildad 1910. Den bildades genom en sammanslagning av de skotska ligaklubbarna Ayr FC (bildad 1879) och Ayr Parkhouse FC (bildad 1886). Klubben spelar sina hemmamatcher på Somerset Park (tidigare hemmaarena för Ayr FC). Klubbfärgerna är svart och vitt. Ayr United spelar sedan 2018 i Scottish Championship.

## Meriter
- Scottish League Division Two – Mästare 1911–12, 1912–13, 1927–28, 1936–37, 1958–59, 1965–66
- Scottish League Division Three – Mästare 1987–88, 1996–97, 2017–18
- Scottish League Cup – Final 2001–02
- Scottish Challenge Cup – Final 1990–91, 1991–92
- Ayrshire Cup – Vinnare 1911–12, 1925–26, 1928–29, 1932–33, 1935–36, 1937–38, 1938–39, 1949–50, 1957–58, 1958–59, 1960–61, 1964–65, 1968–69, 1969–70, 1970–71, 1974–75, 1975–76, 1976–77, 1977–78, 1979–80, 1985–86, 1987–88, 1988–89, 1990–91, 1994–95, 1996–97